# Kosobudy (powiat drawski)
Kosobudy (niem. Birkholz) – wieś sołecka w Polsce położona w województwie zachodniopomorskim, w powiecie drawskim, w gminie Złocieniec. W latach 1975–1998 miejscowość administracyjnie należała do województwa koszalińskiego. W roku 2007 wieś liczyła 186 mieszkańców.
Osady wchodzące w skład sołectwa:
- Jarosław
- Kosobudki

## Geografia
Wieś leży ok. 4 km na południowy zachód od Złocieńca, ok. 1 km na południe od linii kolejowej nr 210, ok. 1,3 km na południe od drogi krajowej nr 20 ze Stargardu do Gdyni. 

## Zabytki i atrakcje turystyczne
Zabytki chronione prawem:
- kościół pw. św. Józefa Oblubieńca Najświętszej Maryi Panny z 1891 r., nr rej. 1 234 z dnia 29 grudnia 1998 r. Kościół filialny, rzymskokatolicki należący do parafii pw. Chrystusa Króla w Suliszewie, dekanatu Drawsko Pomorskie, diecezji koszalińsko-kołobrzeskiej, metropolii szczecińsko-kamieńskiej. Przed kościołem metalowa dzwonnica z dużym dzwonem z 1923 r[4].
- park pałacowy z pierwszej poł. XIX wieku, nr rej. 1 161 z dnia 20 kwietnia 1982 r., pozostałość po pałacu.